# Yitzhak Kenan
Yitzhak (Izhak) Kenan (Marokko, 1942 – Kefar Sava, 14 oktober 2021) was een Israëlisch politicus, onderwijzer, auteur, dichter, toneelschrijver en scenarioschrijver, die van 1974 tot 1983 hoofd was van de Raad van Beit She'an.

## Biografie
Kenan werd in Marokko geboren en emigreerde in 1952 naar Israël als onderdeel van de jeugd-alijah. In navolging van zijn oudere broer, die in 1948 emigreerde en bij de marine ging, emigreerde Kenans hele familie naar Kiryat Yam en vestigde zich daar. Kenan liep school in de Neve Hadassah Youth Village en Kibbutz Tel Yitzhak. Hij vervulde zijn militaire dienstplicht bij de Nahal en voltooide een compagniescommandantenopleiding in de parachute Nahal. Hij nam deel aan de Zesdaagse Oorlog, de Uitputtingsoorlog en de Jom Kipoeroorlog.
Kenan is afgestudeerd aan het Nahalal Teachers' Seminary. Hij werkte als leraar, opvoeder en schooldirecteur in de stad Beit Shean en studeerde af met een bachelordiploma in geschiedenis en Hebreeuwse literatuur aan de Universiteit van Haifa.
In 1974 werd hij verkozen tot hoofd van de raad van Beit She'an namens de Arbeiderspartij, een functie die hij twee termijnen lang bekleedde. Hij stopte uiteindelijk in 1983.
In 1984 werd hij naar Frankrijk gestuurd als 'Jeugd-Aliyah'-gezant in West-Europa. Drie jaar later, in 1987, werd hij benoemd tot directeur-generaal van Art for the People, een functie die hij bekleedde tot 1992.
Tussen 2001 en 2004 werd hij opnieuw naar Frankrijk gestuurd, ditmaal als gezant van het Joods Agentschap.
Kenan overleed op 14 oktober 2021 in Kfar Saba op 79-jarige leeftijd en werd begraven op de begraafplaats Pardes Haim in Kfar Saba. Hij was de vader van vier kinderen, waaronder influencer Ella Kenan.
In maart 2023 werd in Kiryat Yam een straat naar hem vernoemd.

## Zijn carrière
In 1970 ontving Kenan de eerste prijs voor het korte verhaal "Een tombe op de Olijfberg" in de "Drie verhalen"-wedstrijd van het Ministerie van Onderwijs 
Begin jaren zeventig schreef hij de tekst voor het lied " Yam Shibulim ", op de melodie van Haim Agmon, voor het Beit She'an koor. De verbinding tussen Yam en Shivulim vindt zijn oorsprong in zijn verblijfplaats in Kiryat Yam en later in de Beit Shean-vallei. Het lied werd beroemd nadat het werd uitgevoerd door de band Gevatron . Hij componeerde onder andere ook de nummers "My Valley", "A Lantern in the Sky", "Cypress of Sadness".
In 1976 ontving hij de prijs van het Ministerie van Onderwijs voor het korte verhaal "A Case in the Case". Later publiceerde hij verschillende romans, een toneelstuk en een kinderboek, "De Wonderslang van Marrakesh."
In 1998 schreef hij een kort filmscenario, "Winning Death", waarmee hij de " Network " Award of Excellence won. Een jaar later schreef hij het volledige filmscenario "Father Lied".

### Proza
- Tombe op de Olijfberg - een kort verhaal. 1969, Ministerie van Defensie
- Een goed voorbeeld hiervan is een kort verhaal. 1976
- Een kind uit de woestijn - Een roman. 1988, Masada Uitgeverij
- Egoz - een novelle over het schip met illegale immigranten dat zonk. 1995, Masada Uitgeverij
- Een parachutist in buitenlandse dienst - Een biografische roman. 1995, uitgegeven door Masada
- De Wonderslang van Marrakesh - een kinderboek. 1995, Masada Uitgeverij
- Liefde op het eerste gezicht - een roman. 1998, Uitgeverij Saar
- Speciale missies en rollen - Autobiografie. 2000, Uitgeverij Ben-Gurion Instituut
- Dansen met een vulkaan - een roman. 2018, Niv Boeken

### Scripts
- Winning Over Death - Scenario (40 minuten). 1998
- Dad Lied - script van volledige lengte. 1999

### Theater
- Klaagzang van een walnoot, 2011. Geüpload in Beit She'an

### Poëzie
- Mijn vallei
- De zee van granen
- Zaklamp in de sneeuw
- Cipres van verdriet

- Library of Congress Control Number: nr89000756
- MusicBrainz: 958b2966-dabd-4f41-be87-5b44335857ea
- Nationale Bibliotheek van Israël: 987007310603105171
- Virtual International Authority File: 97436114
- WorldCat: E39PBJkdkkcP7KBB79XpGjmPQq